# オクトノーツと地上のミッション
『オクトノーツと地上のミッション』（原題：Octonauts: Above & Beyond）は、『すすめ!オクトノーツ』の後継作でありスピンオフ作品である子供向けテレビアニメシリーズ。
カナダのメインフレーム・スタジオとイギリスのシルバーゲート・メディアがNetflix向けに制作した本作は、2021年9月7日に全世界で配信し、イギリスのCBeebiesで初放送された。構成は『すすめ!オクトノーツ』と同じだが、主に地上の生物と生息地に焦点を当てている。また、この世界規模の任務をカバーするため、シリーズではより多くのキャラクターがメインキャラクターとしてクルーに加わる。
2023年11月より日本のディズニージュニアでも放送されている。

## 登場人物
オクトポッドの部員とキャプテンからなるオクトノーツは、繰り返し登場する主人公である。

### オリジナルシリーズから引き続き登場するメインキャラクター
『すすめ!オクトノーツ』に登場したオクトノーツたちであり、キャプテンを含む。本作でも、ベジマルを除き、声優が続投している。オリジナルシリーズに出演していた声優は全員、この作品で再登場している。ちなみに日本版でも続投している。
| 名前                     | 階級                                              | 種族                 | 声の出演                                                                      | 説明 |
| ------------------------ | ------------------------------------------------- | -------------------- | ----------------------------------------------------------------------------- | --- |
| キャプテン・バーナクルズ | 船長                                              | ホッキョクグマ       | サイモン・グリーナル（歌：サイモン・フォスター）（原語版） 松澤重雄（日本版） | オクトノーツの勇敢なリーダーでホッキョクグマのキャプテン。どんな乗り物でも運転でき、巨大な貝を持ち上げられるほど強い。しかし、その勇敢さとは裏腹に、閉所恐怖症である。任務終了時に必ず、その任務と生物にちなんだ挿入歌をダシーと共に歌う。甘党らしく、ココアを飲むときはマシュマロをたっぷり入れる。キャッチフレーズは「オクトノーツ、やるぞ（Octonauts, let's do this）！」、「オクトアラートを鳴らせ（Sound the Octo-Alert）！」、「オクトノーツ、直ちに集合せよ（Octonauts, to your stations）！」、「オクトノーツ、本部/発進ベイへ集合（Octonauts, to the HQ / launch bay）！」、「つかまれ、揺れるぞ（Hold on, this could get bumpy）！」、「オクトエージェントの諸君、報告せよ（Octoagents, report back）！」。 |
| クワジー                 | 中尉と 未確認動物学                               | ネコ                 | ロブ・ラックストロー（原語版） 武田幸史（日本版）                             | コックニー訛りで話すトラジマのネコで、謎めいたところがある。祖父のキャリコ・ジャックの影響で、かつては海賊をしていた。ナッカーワック、トライ・トゥー・テラー、エビのモンスター、クリーピー・コーブのモンスターなど、多くの海の怪物を信じている。右目に眼帯をしているが、失明してはいない。バーナクルズのことを「相棒（Buddy）」と呼ぶことが多い。趣味で毛玉を集めている。ガップBで高速ドライブをするのが好き。クモが大の苦手。キャッチフレーズは「ヒゲが震えるぜ（Shiver me whiskers）！」、「ヨウ（Yeow）！」。 |
| ペソ                     | 医者                                              | ペンギン             | ポール・パンティング（原語版） 小田久史（日本版）                             | イギリス訛りのペンギン。医者。医療担当。怖い状況は苦手だが、誰かが怪我をしていたり、困っていたりすると、オクトノーツの中で一番勇敢になれる。一見裸のように見えるが、実際はペンギンの胴体の模様の服を着ており、彼の部屋のクローゼットに何着もしまっている。バーナクルズからは「まさに自慢の『息子』だ」と讃えられている。ピントという弟がいる。キャッチフレーズは「ひれがパタパタする（Flappity flippers）！」。 |
| インクリング教授         | 海洋学者と創設者                                  | ダンボオクトパス     | キース・ウィッカム（原語版） 紺野相龍（日本版）                               | 上品なアクセントで話すピンク色の猫耳のようなものがついたタコ（＝ダンボオクトパス）。オクトノーツの創設者＆海洋学者であり、バーナクルズでさえも緊急招集時を除き敬語で応対している。さまざまな種類の頭足類を親戚としている。キャッチフレーズは「実に素晴らしい（Fascinating）！」 |
| シェリントン             | 生物海洋学                                        | ラッコ               | キース・ウィッカム（原語版） 興津和幸（日本版）                               | スコットランド訛りで話すラッコの生物学者。オクトノーツのミッションを補佐する。運転はあまり得意ではなく、ガップDを墜落させたこともある。キャッチフレーズは「まったくなんてことだ（Jumping jellyfish）！」、「なんて素晴らしいんだ（Fascinating）！」。珍しい生き物に目がない。 |
| トゥイーク               | エンジニア                                        | ウサギ               | ジョー・ワイアット（原語版） たなか久美（日本版）                             | アメリカ南部訛りで話すウサギ。発進ベイに住み込みで働いている。ガップなどの機械類の製作・修理などを担当。ダシーがオクトポッドの外に出ているときは、彼女の代わりに通信を担当することがある。原語版ではではバーナクルズのことを「キャップ（Cap）」と呼ぶことが多い。暗闇で光る。キャッチフレーズは「了解、キャプテン（Right away, Cap）！」「『かりかりぽりぽりにんじんじん』って言ってる間に(...faster than you can say 'buncha munchy crunchy carrots')！」。 |
| ダシー                   | コンピュータプログラマと 通信及び記録用写真の撮影 | 犬（ダックスフント） | テレサ・ギャラガー（原語版） 大室佳奈（日本版）                               | オーストラリア訛りで話す犬（ダックスフント）。オクトノーツでは通信及び記録用写真の撮影を担当しているほか、オクトポッドに搭載されているすべてのコンピュータを管理している。プロのサーファーでもある。なぜか犬なのに泳げない。本作では任務終了時に、その任務と生物にちなんだ挿入歌をキャプテン・バーナクルズと共に歌う。キャッチフレーズは「もうやっています、キャプテン（Already on it, Captain）！」。 |
| ターニップ               | シェフと園芸                                      | ベジマル             | ケイト・ハーバー（原語版） 大室佳奈（日本版）                                 | ベジマルのリーダー格。マグロとカブのハーフ。オクトノーツのメンバーの中で最も小さな主人公である。料理長・庭師である。食事を作る傍ら、畑で野菜を栽培している。お気に入りの食事は、フィッシュビスケットとケルプケーキ。 |

### 本作で新たに登場するメインキャラクター
本作からオクトノーツのクルーに加わったメインキャラクターで、彼らは『オクトエージェント』と呼ばれる、世界中に配置されているオクトノーツの仲間たち。彼らは、オクトノーツの新たな陸上の任務に協力する専門家であり冒険家でもある。本作で初登場したオクトエージェントは今のところポーニーとセルバとハラカだけで、他はすべて『すすめ!オクトノーツ』で登場している。すべてのオクトノーツとオクトエージェントは、『オクトウォッチ』と呼ばれる新しい装備品を使ってオクトアラートを鳴らすことができる（ただし、バーナクルズとターニップはオクトコンパスを持っている）。
| 名前                 | 階級                         | 種族                 | 声の出演                                                    | 説明 |
| -------------------- | ---------------------------- | -------------------- | ----------------------------------------------------------- | --- |
| ポーニー             | 水文学                       | マカクザル           | アントニオ・アキール（原語版） 藤井雄太（日本版）           | マカクザルの水文学者で、水があらゆる生物にどのような影響を与えるかを研究している。 第1話で、干ばつに苦しむ動物たちを助けるためにオクトノーツから物資を盗もうとしていたところをクワジーに見つかってしまい、オクトエージェントとしてオクトノーツに加わった。 勇敢で大胆な性格で、クワジーに似て衝動的でもある。     |
| キャリコ・ジャック   | 未確認動物学 と海賊          | ネコ                 | ロブ・ラックストロー（原語版） 武田幸史（日本版）           | クワジーの祖父で、クワジーからは「じいちゃん」と呼ばれている。 相棒のオウムのピートと旅をしている。 |
| レンジャー・マーシュ | 自然保護官                   | ウサギ               | 不明（原語版） 広田みのる（日本版）                         | トゥイークの父で、自然保護官をしている。 沼地の探検が大好き。 |
| パール               | 生物海洋学                   | ラッコ               | ケイト・ハーバー（原語版） 下山田綾華（日本版）             | シェリントンの妹で、生物海洋学者をしている。 既婚者であり、「ウィンクル」という名前の息子がいる。 |
| ライラ               | 洞窟潜水                     | ウォンバット         | ヘレン・ウォルシュ（原語版） 塙英子（日本版）               | ダシーの古い友人のウォンバット。 洞窟ダイビングを専門としている。 |
| トラッカー           | 陸上無線技術士               | ホッキョクグマ       | ポール・パンティング（原語版） 小田久史（日本版）           | バーナクルズの元弟子。 北極圏のホッキョクグマスカウトレスキュー隊の無線オペレーター。 |
| ナットクイック教授   | 雪氷学と極地探検家           | ホッキョクギツネ     | ウィリアム・ヴァンダープウィー（原語版） 武田幸史（日本版） | バーナクルズの古い友人のホッキョクギツネ。 氷の下の川を探検するのが大好きな極地探検家。 |
| ミン                 | 地図学                       | レッサーパンダ       | チポ・チャン（原語版） 小桧山美樹（日本版）                 | 中国の長江に住むレッサーパンダで、インクリング教授の旧友。 地図作りが専門。 |
| カシー               | ジュニア・オクトエージェント | 犬（ダックスフント） | 不明（原語版） 小桧山美樹（日本版）                         | ダシーの妹。 なぞ解きやミステリーに興味を持っている。 |
| ピント               | ジュニア・オクトエージェント | ペンギン             | テレサ・ギャラガー（原語版） 大室佳奈（日本版）             | ペソの弟。 額にクセ毛があり、頭の回転が速い。ペソのことを「お兄ちゃん」と呼んでいる。 |
| セルバ               | 植物学                       | イグアナ             | エレナ・サウレル（原語版） 不明（日本版）                   | シーズン3で初登場したイグアナ。 もともとはアマゾンの熱帯雨林に住んでいたが、ハチミツを買いに行ったシェリントンとベジマルたちに出会うまでは、地元の植物の世話とおしゃべりに明け暮れていた。 その後、キャプテン・バーナクルズのサプライズ・誕生日パーティーに参加し、オクトエージェントとして活躍するようになった。 |
| バド                 | 意欲的なエンジニア           | ビーバー             | アラン・マリオット（原語版） 不明（日本版）                 | ビーバー一家の息子で、若いころにトゥイークにエンジニアとしてのすべてを教えた。 後にトゥイークの弟子となり、自然の中で工学を学ぶために世界中を旅して過ごす。 |
| ハラカ               | 生物フィットネスコーチ       | チーター             | 不明（原語版） 不明（日本版）                               | シーズン5で初登場したチーターで、生き物の健康を保ち、その能力を研究することを専門としている。 彼女は、オクトノーツが年に一度の大移動中に離れ離れになってしまったヌーのお母さんを子牛のもとに連れ戻すことができたことから、オクトエージェントになった。                                                            |

『すすめ!オクトノーツ』で紹介された他の生き物も本作にも登場する。
例として、外来種（ビルマニシキヘビを除く）、ナマズのスパイニー・スー、そして『オクトノーツとぬまちのぼうけん』に登場したオオトカゲの3兄弟のロニー、ドニー、ロンニー（シーズン2第8話『オクトノーツとオオトカゲ』に登場）、そして『オクトノーツとココノオビアルマジロ』で『オクトノーツとフラミンゴ』に登場した赤ちゃんフラミンゴのフィルが含まれる。
これに加えて、シーズン2第9話『オクトノーツと熱帯雨林の救出ミッション』のキャラクターであるツメバケイのパオロが、シーズン3第4話『オクトノーツと洪水の森』で再登場する。フィルのお母さん、フローも、フィルと同じエピソードに登場するが、画面外である。

## 乗り物
本作に登場する新型車両。地上のミッションに特化しているため、『テラガップ』（略称『TG』）と呼ばれている。全車両にオクトアラートが装備されている。
| 車両           | 目的 | 類似性                   | 初登場                                                        |
| -------------- | --- | ------------------------ | ------------------------------------------------------------- |
| オクトエイ     | オクトノーツの空中船であり、遠隔基地。水に入ることができ、他のガップを運ぶことができる。 | オニイトマキエイ         | 『オクトノーツとがいこつ海岸のぼうけん』（シーズン1 第1話）   |
| オクトブリンプ | オクトノーツの軟式飛行船で、オクトエイより高く遠くまで飛行可能。前面に大型丸形コントロールパネル（中央に舵）、背後に小型デジタルスクリーンと多数のコントロールがある。後部と左右に外部ドアを備える。 |                          | 『オクトノーツと大気の川』（シーズン3 第7話）                 |
| オクトマイト   | シロアリをベースにした小型遠隔操作カメラ装置。 | シロアリ                 | シーズン3                                                     |
| リーフベース   | オクトエージェントの水上本部であり、海底には人工珊瑚礁がある。太平洋ゴミでできたレンガを使い、バドが主導で建設されたオウムガイ型の4階建て基地。1階にはオクトエイ発着パッド、テラガップ駐車場、通信室（円卓、スクリーン、地図、レーダー）、4階には屋上温室がある。中央エレベーターと3階以下の滑り台、外部に3つの小型着陸パッドを備える。 | オウムガイの殻           | 『オクトノーツと太平洋の掃除』（シーズン4 第21話）            |
| テラガップ1    | 伸縮自在の脚、カブトムシに似た角、『スーパーグリッパー』の足、翼を持つ小型の万能車。 | カブトムシ               | 『オクトノーツと温泉のヘビ』（シーズン1 第4話）               |
| テラガップ2    | ボールのように転がって移動する強力な乗り物。口にはドリルがあり、前足をシャベルのように使うことができる。 | オオセンザンコウ         | 『オクトノーツとロッキー山脈の地すべり』（シーズン1 第7話）   |
| テラガップ3    | 軌道油圧ショベルと移動式クレーン。安全帯の装着も可能。 | キリンクビナガオトシブミ | 『オクトノーツとピンク色の氷河』（シーズン2 第2話）           |
| テラガップ4    | 水に入ることができるユーティリティ・ビークル。素早く、軽く、静かな性能を持つ。 | ウミガメ                 | 『オクトノーツとひとりぼっちのカエル』（シーズン2 第4話）     |
| テラガップ5    | 5つのコックピットを互いにくっつけた長大な軌道型ユーティリティ・ビークル。5つ目のコックピットを除き、各コックピットには1人を乗せることができる。強力なトレッド（踏面）を持ち、上昇することができる。 | ムカデ                   | 『オクトノーツと熱帯雨林の救出ミッション』（シーズン2 第9話） |
| テラガップ6    | ダート・マニューバなどの動きが可能で、フラッターモードで失速・ホバリング制御もできる。高速飛行時は先端からターコイズブルーの軌跡が現れる。2つの座席があり、中央のガラスカバーで悪天候からドライバーを守る。 | ハチドリ                 | 『オクトノーツとピニンガタートル』（シーズン3 第1話）         |
| テラガップ7    | 他のテラガップとは異なり、ガップMの改造版で、初登場エピソードでトゥイークが改造する様子が描かれた。コヨーテからカンジキウサギを守るため、ガップMのタイヤ痕を隠す目的で製作された。ダシーのアイデアとカンジキウサギのヒントを基にトゥイークが開発した。                                                                                  | カンジキウサギ           | 『オクトノーツとカンジキウサギ』（シーズン3 第15話）          |
| テラガップ8    | 植栽ミッション用の大型移動式温室。両側の踏み板、折りたたみ式ドア兼スロープ、後部の電動スロープとテールウィンチが特徴。給水ホースを兼ねたトランクと用途不明のオレンジ色の牙を持つ。ソーラーパネルと思われる大きな耳、2つの座席があるコックピット、両サイドの長いスロープを備える。                                                       | ゾウ                     | 『オクトノーツとキリマンジャロの登山』（シーズン3 第25話）    |

## エピソード一覧
| シーズン | シーズン | 話数 | 話数 | 放送期間       | 放送期間       |
| シーズン | シーズン | 話数 | 話数 | 初回放送       | 最終回放送     |
| -------- | -------- | ---- | ---- | -------------- | -------------- |
|          | 1        | 25   | 25   | 2021年9月7日   | 2021年9月7日   |
|          | 2        | 25   | 25   | 2022年5月2日   | 2022年5月2日   |
|          | 3        | 25   | 25   | 2023年10月16日 | 2023年10月16日 |
|          | 4        | 25   | 25   | 2024年2月19日  | 2024年2月19日  |

### シーズン1（2021年）
| #  | タイトル 原題                                                                         | あらすじ |
| 1  | オクトノーツとがいこつ海岸のぼうけん The Octonauts and the Skeleton Coast             | 嵐で難破し、砂漠が広がる海岸に流れ着くオクトノーツ。水を研究しているサルのポーニーや、水不足のせいで喉がカラカラの動物たちと出会う。 |
| 2  | オクトノーツと火山と氷河 The Octonauts and the Land of Fire and Ice                   | 火山の熱が洪水を起こす！ダシーとペソはトナカイを救うため、アイスランドへ。                                                           |
| 3  | オクトノーツとヘッピリムシ The Octonauts and the Beetle Invasion                      | クワジーとキャリコ・ジャックは、ヘッピリムシの新たな住処をさがす。                                                                   |
| 4  | オクトノーツとあらし The Octonauts and the Wild Windstorms                            | キャリコ・ジャックを助けるため、ダシーが嵐の南極を駆け抜ける。                                                                       |
| 5  | オクトノーツとキタサンショウウオ The Octonauts and the Siberian Salamander            | インクリング教授とポーニーが、冬眠中のキタサンショウウオを危険なガスから守る。                                                       |
| 6  | オクトノーツと温泉のヘビ The Octonauts and the Hot Spring Snake                       | 地すべりで住処を失ったオンセンヘビのため、ダシーと仲間が代わりの温泉を探す。                                                         |
| 7  | オクトノーツとめずらしいメダカ The Octonauts and the Devil's Hole Pupfish             | 藻が岩に覆われ、メダカは腹ペコ。オクトノーツ出動！                                                                                   |
| 8  | オクトノーツとオーストラリアのおく地 The Octonauts and the Australian Outback Mystery | 洪水が迫る中、ダシーと妹のカシーが動物たちを高台へと導く。                                                                           |
| 9  | オクトノーツと南極 The Octonauts and the Antarctica Rescue                            | ナットクイック教授とポーニーが、氷の中の川を辿ってカモメを海に帰す。                                                                 |
| 10 | オクトノーツと毛虫の大移動 The Octonauts and the Caterpillar Caravan                  | 眠っている毛虫を腹ペコの動物たちから守るため、ミンとダシーが大活躍。                                                                 |
| 11 | オクトノーツとペンギン The Octonauts and the Curious Penguin                          | ペソの弟ピントが、お家に帰る途中にダシーの任務をお手伝い。                                                                           |
| 12 | オクトノーツとロッキー山脈の地すべり The Octonauts and the Rocky Mountain Rockslide   | 危険な地すべりが発生。動物たちを守るため、オクトノーツが出動。                                                                       |
| 13 | オクトノーツと竹林 The Octonauts and the Bamboo Rescue                                | 竹を食べつくしてしまったジャイアントパンダを、オクトノーツが別の林に導く。                                                           |
| 14 | オクトノーツとハリケーン・ハンター The Octonauts and the Hurricane Hunter Adventure   | ハリケーンが迫る中、動物たちを避難させようとレンジャー・マーシュが急ぐ。                                                             |
| 15 | オクトノーツとハゼ The Octonauts and the Little Goby                                  | 嵐で海に流されたハゼを、オクトノーツが川に帰す。                                                                                     |
| 16 | オクトノーツとキンモグラ The Octonauts and the Golden Mole                            | 砂嵐が迫る中、砂漠のキンモグラをトラッカーとクワジーが手助け。                                                                       |
| 17 | オクトノーツとジャイアント・ウェタ The Octonauts and the Giant Weta                   | ニュージーランドで絶滅寸前のウェタを、ポーニーがネズミから救う。                                                                     |
| 18 | オクトノーツとねむたいヤマネ The Octonauts and the Sleepwalking Dormice               | 冬眠明けで寝ぼけて歩き回るヤマネを、オクトノーツが危機から救う。                                                                     |
| 19 | オクトノーツとシノリガモ The Octonauts and the Harlequin Duck                         | 流れてきたカモの卵をお母さんに返そうと頑張るキャリコ・ジャックとクワジー。                                                           |
| 20 | オクトノーツとどうくつ The Octonauts and the Mountain River Cave                      | 洞窟を調査中のシェリントン、クワジー、ライラが、道に迷うトラを救出。                                                                 |
| 21 | オクトノーツとココノオビアルマジロ The Octonauts and the Nine-Banded Armadillo        | 火事で家が灰を被って困っているアルマジロを、オクトノーツが助ける。                                                                   |
| 22 | オクトノーツとヒアリ The Octonauts and the Fire Ants Crabs                            | ブラジルの川が反乱。集団で橋を作って川を渡るヒアリを、トゥイークとダシーが手助けする。                                               |
| 23 | オクトノーツとオオコウモリ The Octonauts and the Flying Foxes                         | 暑さで弱ったオオコウモリをオクトノーツが救助。                                                                                       |
| 24 | オクトノーツとツノメドリ The Octonauts and the Puffin Colony                          | 海の水温が上がり、イカナゴは沖へ。お腹をすかせたツノメドリをオクトノーツが助ける。                                                   |
| 25 | オクトノーツと穴ほりモンスター The Octonauts and the Monster Digger                   | 崩れた岩に挟まれたターニップを、センザンコウが救出。                                                                                 |

### シーズン2（2022年）
| #  | タイトル 原題                                                                    | あらすじ |
| 1  | オクトノーツとかれ木のホテル The Octonauts and the Snag Hotel                    | 多くの生き物が住む枯木ホテルを、背中を掻きたいクマから守るため、頑張るミンたち。                                                       |
| 2  | オクトノーツとがんこなアホウドリ The Octonauts and the Stubborn Albatross        | 沈みかけた島に住むアホウドリを、別の島に移るよう説得。                                                                                 |
| 3  | オクトノーツとラーテル The Octonauts and the Honey Badger                        | ラーテルが水飲み場を一人占めして、他の動物たちを困らせる。                                                                             |
| 4  | オクトノーツとピンク色の氷河 The Octonauts and the Pink Glacier                  | 氷河が早く溶けたせいで島に取り残されたナキウサギを、高い場所に移そう。                                                                 |
| 5  | オクトノーツと寒波の危機 The Octonauts and the Cold Snap                         | 温かい土地に寒波が到来。寒さになれていない動物たちが大ピンチに！                                                                       |
| 6  | オクトノーツとオオウナギのなぞ The Octonauts and the Mystery of the Longfin Eels | 迷子になった赤ちゃんウナギを探すため、ダシーとカシーが出動。                                                                           |
| 7  | オクトノーツとひとりぼっちのカエル The Octonauts and the Lonely Frog             | ひとりぼっちのミズガエルのために、ポーニーとチームが仲間を見つけるお手伝い。                                                           |
| 8  | オクトノーツと密林のお化け The Octonauts and the Jungle Ghost                    | キャンプ中のクワジーとトゥイーク。でも何者かが食料を食べちゃった！                                                                     |
| 9  | オクトノーツとアカギツネ The Octonauts and the Red Fox                           | ナットクイック教授の家にアカギツネが住み着いて、大変なことに。                                                                         |
| 10 | オクトノーツと小さなナマケモノ The Octonauts and the Pygmy Sloths                | ミユビナマケモノからマングローブを守るため、ベジマルを海賊として訓練。                                                                 |
| 11 | オクトノーツと雪の下の秘密 The Octonauts and the Secret Beneath the Snow         | 嵐の間、雪の下の鳥のシェルターにポーニーは避難。でも出口が氷で塞がれちゃった。                                                         |
| 12 | オクトノーツと塩をほるゾウ The Octonauts and the Salt-Mining Elephants           | 塩の洞窟に閉じこめられたゾウをオクトノーツが救出。                                                                                     |
| 13 | オクトノーツとカオジロガン The Octonauts and the Barnacle Geese                  | カオジロガンの赤ちゃんが、ママを探して巣から飛び出してしまい…。                                                                        |
| 14 | オクトノーツと消えた湖 The Octonauts and the Missing Lake                        | 湖の水がなくなったのはなぜ？トラッカーたちがその理由をさぐる。                                                                         |
| 15 | オクトノーツとオオトカゲ The Octonauts and the Monitor Lizards                   | 卵泥棒のオオトカゲ3兄弟の様子を見に、レンジャー・マーシュが彼らの故郷へ。                                                              |
| 16 | オクトノーツとヨーロッパバイソン The Octonauts and the European bison            | シェリントンと仲間は、助けを必要とするバイソンを発見。                                                                                 |
| 17 | オクトノーツと熱帯雨林の救出ミッション The Octonauts and the Rainforest Rescue   | 熱帯雨林を調査するオクトノーツは、干ばつのせいで動物たちが住処を失っていることを知る。力を合わせて、水不足に苦しむ動物たちを助けよう。 |
| 18 | オクトノーツとアリゲーター対サメ The Octonauts and the Alligator-Shark Showdown  | 沼に海水が流れこみ、サメが住み着いたため、ポーニーたちがアリゲーターの新居探しをお手伝い。                                             |
| 19 | オクトノーツとカカオの木 The Octonauts and the Quest for Cocoa                   | ベジマルたちがココアを求めてアマゾンへ。                                                                                               |
| 20 | オクトノーツとヒトコブラクダ The Octonauts and the Arabian Camels                | 砂漠で道にまよったポーニーを、3頭のラクダが助けてくれる。                                                                              |
| 21 | オクトノーツと大きなコイ The Octonauts and the Giant Carp                        | お腹をすかせたコイが水草を食べすぎたため、湖が大変なことに。                                                                           |
| 22 | オクトノーツとミヤマオウム The Octonauts and the Mountain Parrots                | 知らないうちにオクトエイに乗り込んだ2羽のオウムが、トラブルを巻き起こす。                                                              |
| 23 | オクトノーツとフシギな島 The Octonauts and the Mystery Island                    | クワジーとキャリコ・ジャックが、伝説の不思議な島に流れ着き…。                                                                          |
| 24 | オクトノーツとオオカバマダラ The Octonauts and the Monarch Butterflies           | 群れからはぐれたオオカバマダラを、オクトノーツが追跡。                                                                                 |
| 25 | オクトノーツとスナネコ The Octonauts and the Sand Cat                            | キャリコ・ジャックとクワジーが、お宝の隠し場所をめぐって泥棒ネコと手を組む。                                                           |

### シーズン3（2023年）
| #  | タイトル 原題                                                                     | あらすじ |
| 1  | オクトノーツとピニンガタートル The Octonauts and the Pininga Turtle               | トゥイークは新型のテラカップ6のテストしていたが、途中でトラブルが発生し、砂漠に不時着してしまう。                                                                                 |
| 2  | オクトノーツとカツオノエボシ The Octonauts and the Portuguese Man o’ War          | カツオノエボシが漂着し、オクトノーツはカツオノエボシの軍団と彼を再会させることに。                                                                                                |
| 3  | オクトノーツとヒメアルマジロ The Octonauts and the Pink Fairy Armadillo           | 雨の影の効果が失敗したオクトノーツは、いくつかの生き物を雨から守る手助けをする。                                                                                                  |
| 4  | オクトノーツと洪水の森 The Octonauts and the Pink Glacier                         | アマゾンでツメバケイの卵が行方不明に！卵を取り戻すべく、オクトノーツ出動！ |
| 5  | オクトノーツと12年目の開花 The Octonauts and the Twelve-Year Bloom                | バーナクルズへの贈り物を探すため、ベジマルとシェリントンはインドへ。 |
| 6  | オクトノーツとペンギンのぼうけん The Octonauts and the Penguin Adventure          | ペソは氷の上に閉じ込められた弟のピントを助けに行く。 |
| 7  | オクトノーツと大気の川 The Octonauts and the Atmospheric River                    | ポーニーとミンは新しい軟式飛行船であるオクトブリンプを使って、大気の川をマッピングする。                                                                                          |
| 8  | オクトノーツと赤潮 The Octonauts and the Red Tide                                 | 有害な藻類がフロリダ沿岸で赤潮を発生させ、生き物に病気を引き起こす！ |
| 9  | オクトノーツとライバルのカラス The Octonauts and the Rival Ravens                 | テラガップ1が損傷し、バーナクルズとカシーは協力して修理にあたるが…。 |
| 10 | オクトノーツとオランウータン The Octonauts and the Orangutans                     | 焚き火の後片付けをしていたオクトノーツは、学習能力の高いオランウータンに遭遇。 |
| 11 | オクトノーツとシロアリの塚 The Octonauts and the Termite Mound                    | シロアリのコロニーがツチブタの鼻に吸い込まれ、オクトノーツが救助に向かう。 |
| 12 | オクトノーツとつなみ The Octonauts and the Tsunami                                | 津波が海の生き物を内陸に押し流し、オクトノーツは森へ助けに行く。 |
| 13 | オクトノーツととても塩辛い湖 The Octonauts and the Very Salty Lake                | フラミンゴのヒナが置き去りにされた。オクトノーツが幼鳥を救う！ |
| 14 | オクトノーツとコトドリ The Octonauts and the Mimics                               | コトドリはどんな音でも真似する能力でバーナクルズたちを困惑させる。 |
| 15 | オクトノーツとカンジキウサギ The Octonauts and the Snowshoe Hares                 | 冬が早く訪れたカナダで、トゥイークたちはカンジキウサギのカモフラージュを助ける。                                                                                                  |
| 16 | オクトノーツとアメリカドクトカゲ The Octonauts and the Gila Monster               | クワジーが出会ったドラゴンらしき姿の正体が、アメリカドクトカゲであることに気づく！                                                                                                |
| 17 | オクトノーツとハタオリドリ The Octonauts and the Weaver Bird                      | トゥイークとバドはパピルスの葦でできた浮島に取り残されていた。 |
| 18 | オクトノーツとインドオオリス The Octonauts and the Malabar Giant Squirrel         | オクトエイから出られなくなったインドオオリスが、船内のあちこちに隠し場所を作り始め…。                                                                                             |
| 19 | オクトノーツとスラウェシメガネザル The Octonauts and the Spectral Tarsier         | 嵐の後の掃除していたオクトノーツたちは、メガネザルとして知られる霊長類を発見。 |
| 20 | オクトノーツと消えた貝殻 The Octonauts and the Missing Shell                      | 貴重な貝殻が消えた！そんな水中ミステリーをカシーが挑む。 |
| 21 | オクトノーツとカウリの森 The Octonauts and the Kauri Forest                       | オクトノーツはオーストラリアのオポッサムを探し出し、彼らの帰国を手伝う。 |
| 22 | オクトノーツとウミガメのこうら The Octonauts and the Sea Turtle’s Shell           | ウミガメが甲羅の一部を失い、トゥイークとバドは解決策を考える。 このエピソードは、『地上のミッション』で陸上や水上のシーンがなく、完全に水中が舞台となる初めてのエピソードとなる。 |
| 23 | オクトノーツとイエローストーンのオオカミ The Octonauts and the Yellowstone Wolves | オクトノーツはイエローストーンの生態系にいる間に飢えたオオカミを追い払う！ |
| 24 | オクトノーツとホオアカトキ The Octonauts and the Bald Ibises                      | トラッカーが北のホオアカトキが間違った方向に移動しているのを発見。 |
| 25 | オクトノーツとキリマンジャロの登山 The Octonauts and the Kilimanjaro Climb        | キリマンジャロ山周辺に植林する任務中、オクトエイは立ち往生してしまう。そこで、トゥイークが作った新型のテラガップ8を使って、このピンチを乗り越える。                               |

### シーズン4（2024年）
| #  | タイトル 原題                                                                       | あらすじ                                                                                     |
| 1  | オクトノーツと太陽のあらし The Octonauts and the Solar Storm                        | 太陽の嵐は、オクトノーツだけでなく、クジラの方向感覚をも狂わせる！                           |
| 2  | オクトノーツとグンカンドリ The Octonauts and the Frigatebird                        | トラッカーとクワジーは、グンカンドリに餌を盗まれ続けている魚を救う。                         |
| 3  | オクトノーツとマダガスカルのツィンギ The Octonauts and the Madagascar Tsingy        | 怪我をした生物に遭遇したセルバは、オクトノーツに助けを呼び、ペソがマダガスカルのツィンギへ。 |
| 4  | オクトノーツと永久凍土のもんだい The Octonauts and the Permafrost Problem           | 永久凍土が溶けて生態系が危機に瀕しているのを発見し、オクトノーツが手助け。                   |
| 5  | オクトノーツと土砂崩れ The Octonauts and the Mudslide                               | 暴風雨が押し寄せてきた！オクトノーツたちは迫り来る土石流と闘う。                             |
| 6  | オクトノーツとミツバチ The Octonauts and the Honeybees                              | ミツバチのコロニーが沈む木に閉じ込められる。                                                 |
| 7  | オクトノーツとふっとうする川 The Octonauts and the Boiling River                    | 沸騰する川を探していたクワジーとポーニーは、タマリンたちに出会う。                           |
| 8  | オクトノーツとカラハリのミーアキャット The Octonauts and the Kalahari Copycat       | カラハリのミーアキャットの巣穴が火に脅かされ、オクトノーツが救助に向かう。                   |
| 9  | オクトノーツとワモンアザラシ The Octonauts and the Ringed Seals                     | 北極のワモンアザラシは、気温の上昇によって雪洞が減少し、絶滅の危機に瀕していた。             |
| 10 | オクトノーツとアマツバメ The Octonauts and the Alpine Swift                         | 群れに追いつこうとする高山のアマツバメを助けるオクトノーツ。                                 |
| 11 | オクトノーツとゾウの水泳レッスン The Octonauts and the Elephant Swim Lesson         | 群れからはぐれたゾウの子供は、安全な場所まで泳ぐためにオクトノーツの助けを求める。           |
| 12 | オクトノーツと危険な生息地 The Octonauts and the Hazardous Habitats                 | 写真を収集中、ダシーとシェリントンは浸水した洞窟に閉じ込められてしまう！                     |
| 13 | オクトノーツとイグアスの滝 The Octonauts and the Iguazu Falls                       | オクトノーツは鳥の家族を守りながら、障害物を取り除いていく。                                 |
| 14 | オクトノーツと北極の吹雪 The Octonauts and the Arctic Blizzard                      | 猛吹雪に見舞われ、バーナクルズは北極でのサバイバル戦術を駆使！                               |
| 15 | オクトノーツとゴビさばく The Octonauts and the Gobi Desert                          | 植え替え任務は、砂嵐の襲来と同時にガゼルが行方不明になり、中断される。                       |
| 16 | オクトノーツとトビケラのきぬ The Octonauts and the Caddisfly Silk                   | トビケラの絹を研究する任務で、バドとポーニーは川に流されてしまい…。                          |
| 17 | オクトノーツと干潟のミッション The Octonauts and the Mudflat Mission                | オクトノーツは干潟の再建を手伝いながら、迷子の鳥とその群れを再会させる。                     |
| 18 | オクトノーツと失われたバンドウイルカ The Octonauts and the Lost Bottlenose Dolphins | 2頭のバンドウイルカが潮汐時に沿岸の塩水湖にはまり込む。                                      |
| 19 | オクトノーツとさばくの生き物 The Octonauts and the Desert Creatures                 | クワジーとウィンクルは、ソノラ砂漠で見つかった鳥を助けようとするが…。                        |
| 20 | オクトノーツとハワイモンクアザラシ The Octonauts and the Hawaiian Monk Seals        | オクトノーツは、周囲のサメからラグーンを守る珊瑚礁を修復することに！                         |
| 21 | オクトノーツと太平洋の掃除 The Octonauts and the Great Pacific Clean-Up             | オクトノーツとオクトエージェントが協力して太平洋ゴミベルトを掃除する。                       |
| 22 | オクトノーツと火山のサメ The Octonauts and the Volcano Sharks                       | カバチ海底火山が噴火した！ライラはオクトノーツに助けを求める。                               |
| 23 | オクトノーツとビラボンのなぞ The Octonauts and the Billabong Mystery                | トラッカーとカシーの鳥類調査の任務は、謎の卵の出現によって台無しに…。                        |
| 24 | オクトノーツとクモガニのサプライズ The Octonauts and the Spider Crab Surprise       | オクトノーツは謎の生物を発見し、それがクモガニであることを突き止める。                       |
| 25 | オクトノーツとフシギなクモの巣 The Octonauts and the Mysterious Webs                | リーフベースが停電になり、オクトエージェントたちが復旧作業を指揮する。                       |

## スタッフ

### 日本語版制作
- 翻訳／訳詞：いずみつかさ
- 演出：平野智子
- 音楽演出：増谷則子
- 録音制作：スタジオ・エコー

## 配信
オクトノーツと地上のミッションは2021年9月7日にNetflixで配信した。 2021年8月10日に予告編が公開された。
シーズン2は2022年5月2日にNetflixとCBeebiesで配信・放送された。シーズン3は2023年10月16日、シーズン4は2024年2月19日にイギリスのCBeebiesとBBC iPlayerで放送・配信された。さらに、シーズン5は2025年5月29日に中国で放送された。シーズン3とシーズン4のNetflixでの配信日は未定となっており、シーズン5でのCBeebiesとBBC iPlayerでの放送・配信は今のところ不明である。
フィッシャープライスは、既存のメインシリーズの玩具と並行して、地上のミッションの玩具シリーズも発売する。